# Pedrinhas Paulista
Pedrinhas Paulista – miasto i gmina w Brazylii, w stanie São Paulo. Znajduje się w mezoregionie Assis i mikroregionie Assis.